# Эбербак-Сельц
Эберба́к-Сельц (фр. Eberbach-Seltz) — коммуна на северо-востоке Франции в регионе Гранд-Эст (бывший Эльзас — Шампань — Арденны — Лотарингия), департамент Нижний Рейн, округ Агно-Висамбур, кантон Висамбур. До марта 2015 года коммуна административно входила в состав упразднённого кантона Сельц (округ Висамбур).
Площадь коммуны — 4,14 км², население — 387 человек (2006) с тенденцией к росту: 446 человек (2013), плотность населения — 107,7 чел/км².

## Население
Население коммуны в 2011 году составляло 433 человека, в 2012 году — 436 человек, а в 2013-м — 446 человек.
| 1962 | 1968 | 1975 | 1982 | 1990 | 1999 | 2006 | 2008 | 2011 | 2012 | 2013 |
| ---- | ---- | ---- | ---- | ---- | ---- | ---- | ---- | ---- | ---- | ---- |
| 320  | 318  | 294  | 300  | 311  | 373  | 387  | 388  | 433  | 436  | 446  |

Динамика населения:

## Экономика
В 2010 году из 293 человек трудоспособного возраста (от 15 до 64 лет) 245 были экономически активными, 48 — неактивными (показатель активности 83,6 %, в 1999 году — 75,0 %). Из 245 активных трудоспособных жителей работали 227 человек (130 мужчин и 97 женщин), 18 числились безработными (10 мужчин и 8 женщин). Среди 48 трудоспособных неактивных граждан 14 были учениками либо студентами, 14 — пенсионерами, а ещё 20 — были неактивны в силу других причин.

## Достопримечательности (фотогалерея)

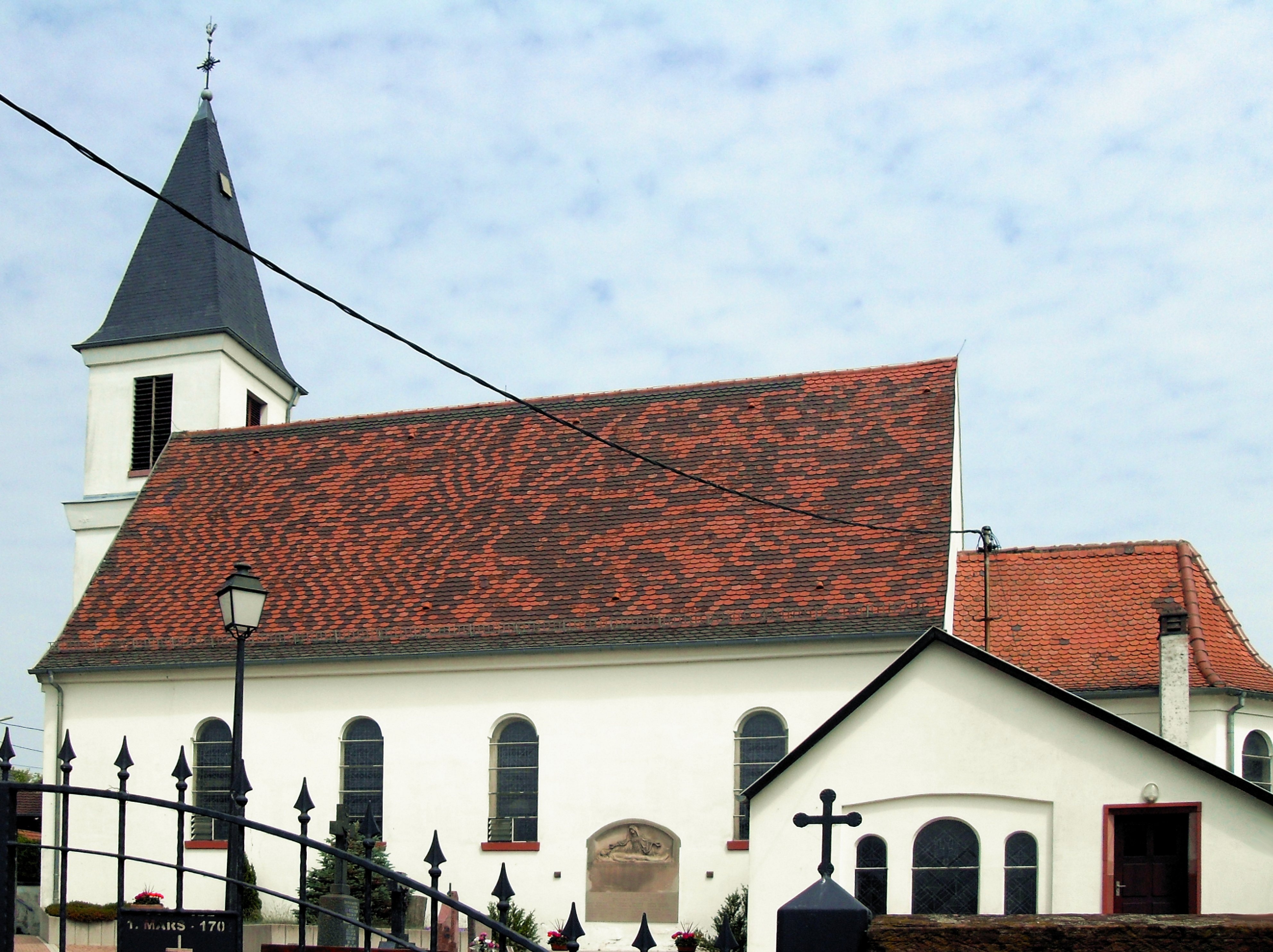
Церковь Сен-Луи